# Thomas Jane
Thomas Jane, geboren als Thomas Elliott III, (Baltimore, 22 februari 1969) is een Amerikaans acteur van Iers-Italiaanse afkomst. Hij werd in zowel 2010, 2011 als 2012 genomineerd voor een Golden Globe voor zijn hoofdrol als Ray Drecker in de komedieserie Hung. In 1999 won hij daadwerkelijk een Satellite Award samen met de gehele cast van de oorlogsfilm The Thin Red Line. Jane speelde hoofdrollen in onder meer Deep Blue Sea, The Punisher en The Mist.
Jane maakte op zijn zeventiende als het ware bij toeval zijn acteerdebuut in de Indiase film Padamati Sandhya Ragam. Hij werd door de makers van die titel gecast in Washington omdat ze een blonde jongen nodig hadden in hun verder geheel Indiase productie, voor een romantisch liefdesverhaal tussen een blanke man en een Indiase vrouw. Vijf jaar later was Jane voor het eerst te zien in een film uit eigen land, genaamd I'll Love You Forever... Tonight.
Jane trouwde in 1989 voor de eerste keer met Aysha, de dochter van Rutger Hauer. Hun huwelijk liep echter stuk in 1995, waarop hij in 2006 hertrouwde met Patricia Arquette. Samen met haar kreeg hij in 2003 dochter Harlow Olivia Calliope. Tevens werd hij stiefvader van Arquette's in 1988 geboren zoon Enzo. Ook dit huwelijk eindigde in een scheiding, in 2011.

## Filmografie
*Exclusief televisiefilms
| - Vendetta (2022) - Run Hide Fight (2020) - 1922 (2017) - Before I Wake (2016) - Vice (2015) - Grizzly (2014) - Out of Sight (2014) - Heavenly Sword (2014, stem) - Drive Hard (2014) - Buttwhistle (2014) - White Bird in a Blizzard (2014) - Pawn Shop Chronicles (2013) - LOL (2012) - I Melt with You (2011) - DC Showcase Original Shorts Collection (2010, stem) - Scott Pilgrim vs. the World (2010) - Dark Country (2009) - Give 'Em Hell, Malone (2009) - Killshot (2008) - Mutant Chronicles (2008) - The Mist (2007) - The Tripper (2006) - The Punisher (2004) | - Stander (2003) - Dreamcatcher (2003) - The Sweetest Thing (2002) - Eden (2001) - Original Sin (2001) - Jonni Nitro (2000) - Under Suspicion (2000) - Magnolia (1999) - Junked (1999) - Deep Blue Sea (1999) - Molly (1999) - The Thin Red Line (1998) - Zack and Reba (1998) - The Velocity of Gary (1998) - Thursday (1998) - Boogie Nights (1997) - Face/Off (1997) - The Last Time I Committed Suicide (1997) - The Crow: City of Angels (1996) - At Ground Zero (1994) - Nemesis (1992) - Buffy the Vampire Slayer (1992) - I'll Love You Forever... Tonight (1992) - Padamati Sandhya Ragam (1987) |

## Televisieseries
*Exclusief eenmalige gastrollen
- Troppo - Ted Conkaffey (2022-...)
- The Expanse - Josephus "Joe" Aloisius Miller (2015-2019, 24 afleveringen)
- Hung - Ray Drecker (2009-2011, 30 afleveringen)
- Medium - Clay Bicks (2006, 2 afleveringen)